# Jacques Azaïs
Jacques Azaïs (* 9. August 1778 in Béziers; † 20. Oktober 1856 ebenda) war ein französischer Dichter okzitanischer Sprache.

## Leben und Werk
Jacques Azaïs entstammte einer Juristenfamilie. Er studierte Rechtswissenschaft und wurde Anwalt in Béziers, dann Vorsitzender der Anwaltskammer. 1829 gab er den Beruf aus gesundheitlichen Gründen auf und widmete sich der Geschichte und Literatur seiner Heimat. 1834 gründete er (in Fortsetzung der 1734 von Ortous de Mairan ins Leben gerufenen Académie de Béziers) mit anderen die Société archéologique, scientifique et littéraire de Béziers und wurde ihr Präsident. Im Mitteilungsblatt der Gesellschaft veröffentlichte er zahlreiche Beiträge. 1838 schuf er einen jährlichen literarischen Wettbewerb (zuerst der poésie patoise, dann der poésie néo-romane, schließlich der poésie en langue occitane bis 1984) und trug damit wesentlich zur Wiederbelebung der okzitanischen Kultur bei. Er publizierte 1842 okzitanische Dichtung und Satire, die sich wesentlich auf das Stadtleben bezog.
Jacques Azaïs war der Vater von Gabriel Azaïs. In Béziers trägt eine Straße beider Namen.

## Werke (Auswahl)
- Bersés patoisés dé moussou. Domairon, Béziers 1842.
  - Verses bezierencs. Nouvélo ediciéu des Berses patoises, revisto, courrijado e seguido de la pouëzio de Bruno Azaïs sus l'inauguraciéu de l'estatuo Riquet. Maisonneuve, Paris 1882 und 1982. (mit Würdigung durch M. E. Carou)
  - Vèrses besieirencs. Hrsg. Joan-Maria Petit. Centre d'estudis occitans, Montpellier 1972.
- Dieu, l'homme et la parole, ou La langue primitive. Paul, Béziers 1853–1857. (mit biographischer Notiz)